# ЦСК (стадион в Рязан)
Стадион ЦСК се намира в гр. Рязан, Русия.
Открит е за Летните олимпийски игри през 1980 г.
На този стадион домакинските си мачове играе „Звезда“ (Рязан). По-рано е използван от вече несъществуващите „Спартак МЖК“ и ФК „Рязан“.